# Abbaye Saint-Pierre de Honnecourt
Pour les articles homonymes, voir Abbaye Saint-Pierre et Honnecourt.
L'abbaye Saint-Pierre était une abbaye de Bénédictins établie à Honnecourt-sur-Escaut (Nord), fondée en 691 par Amalfride et Childeberte son épouse.
Saint Vindicien, évêque de Cambrai, dédia l'abbaye à la sainte Vierge, à saint Pierre ou à sainte Polien dont le corps reposa en ce lieu.

## Hydrologie
sur l'Escaut

## Toponymie
Hunnocurtum, Hanonia, Hunnonis Curia, Hunnulficurtis.

## Historique
- vers 911 il ne subsiste plus ni biens ni religieux
- en 1151 Gilles Grebert III, petit-fils de Aegido de Greberto, donne des terres de Banteux lors du consentement de mariage à Mathilde de Bourlon[2].
- 1338 fait d'armes de l'abbé qui récupère l'épée de Henri de Flandre books.google.fr

## Prieures et abbesses
- 18 abbesses books.google.fr [3].